# Steve Taylor (calciatore)
Steven Jeffrey Taylor, conosciuto principalmente come Steve Taylor (Royton, 18 ottobre 1955) è un ex calciatore inglese, di ruolo attaccante.

## Carriera
Esordisce tra i professionisti all'età di 19 anni nella stagione 1974-1975, nella quale gioca 5 partite in Second Division con il Bolton; nella stagione seguente gioca altre 3 partite di campionato, venendo anche ceduto in prestito al Port Vale nella seconda parte della stagione (4 presenze e 2 reti nel campionato di Third Division).
Inizia a giocare con maggior regolarità nella Second Division 1976-1977, in cui mette a segno 16 reti in 31 presenze: l'anno seguente, dopo una sola giornata di campionato viene ceduto all'Oldham Athletic, sempre in Second Division, campionato in cui realizza 20 reti in 32 presenze. Trascorre in questa categoria anche l'intera stagione 1978-1979: dopo 15 presenze e 5 reti nell'Oldham viene infatti ceduto al Luton Town, dove pur giocando con continuità (20 presenze in mezza stagione) mette a segno solamente una rete.
Nell'estate del 1979 scende di categoria, accasandosi in terza divisione al Mansfield Town (37 presenze e 7 reti in campionato e complessive 48 presenze e 10 reti fra tutte le competizioni ufficiali); gioca in terza serie anche nella stagione 1980-1981 (36 presenze e 22 reti) ma con il Burnley, con cui l'anno seguente vince il campionato, contribuendo al successo con 9 reti in 22 presenze. Rimane ai Clarets anche per la stagione 1982-1983, nella quale va a segno per 12 volte in 26 presenze nel campionato di Second Division.
Nell'estate del 1983 passa al Wigan, con cui segna 7 gol in 30 partite nella Third Division 1983-1984: nel finale di stagione viene ceduto a titolo definitivo allo Stockport County, club di quarta divisione, dove rimane anche nella prima metà della stagione 1984-1985 (26 partite ed 8 reti totali in partite di campionato); passa quindi al Rochdale, sempre in quarta divisione: qui, nell stagione 1985-1986 (la sua unica trascorsa per intero con i nerazzurri, visto che verrà ceduto a campionato iniziato nella stagione 1986-1987), vince anche il titolo di capocannoniere del campionato alla pari con Richard Cadette, con 25 reti in 45 presenze.
Conclude la stagione 1986-1987 con una fugace esperienza (5 partite e 2 gol) in quarta divisione nel Preston N.E., con cui conquista anche una promozione in terza divisione: continua poi a giocare in Fourth Division fino al termine della stagione 1988-1989, vestendo nuovamente le maglie di Burnley e Rochdale, dove però pur giocando con buona continuità non riesce più raggiungere le medie realizzative degli anni precedenti (totalizza infatti 62 presenze e 10 gol in 2 stagioni). Nel 1993, 4 anni dopo il suo ritiro, viene ingaggiato come allenatore dal Mossley, club di Northern Premier League (settima divisione): rimane alla guida del club per 13 partite per poi dimettersi dall'incarico, ed in 4 occasioni scende anche in campo (segnando un gol).

## Palmarès

### Giocatore

#### Competizioni nazionali
- Third Division: 1

Burnley: 1981-1982

#### Individuale
- Capocannoniere del campionato inglese di quarta divisione:

1985-1986 (25 gol, alla pari con Richard Cadette)